# Силадьи, Михай
Михай Силадьи (венг. horogszegi Szilágyi Mihály; ок. 1400—1460, Стамбул) — венгерский государственный и военный деятель, бан Мачвы (1457—1458), регент Венгерского королевства (1458—1459).

## Биография

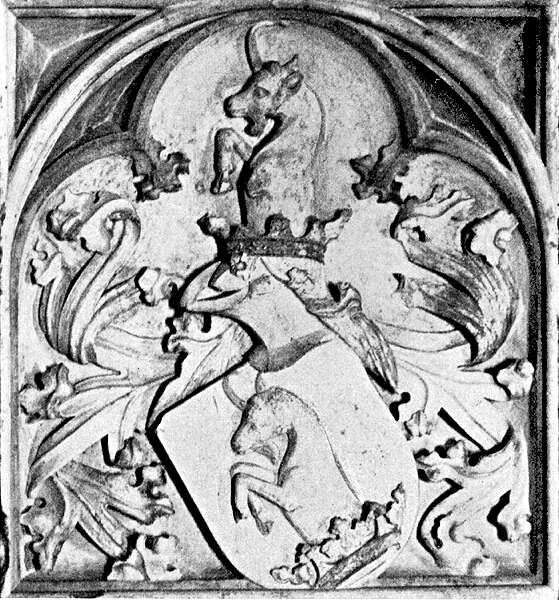
Герб рода Силадьи

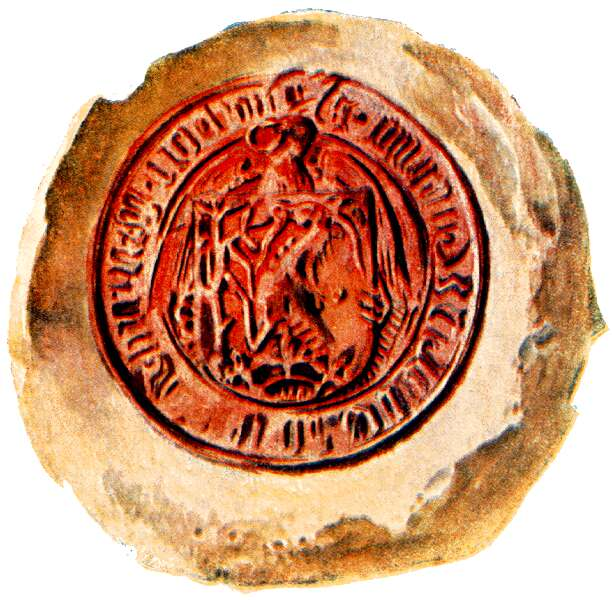
Печать Михая Силадьи

Сын вице-ишпана комитата Бач-Бодрог и капитана Сребреника Владислава (Ласло) Силадьи. Его сестра Елизавета Силадьи была женой Яноша Хуньяди и матерью короля Венгрии Матьяша Хуньяди.
Михай Силадьи начал свою карьеру в качестве вице-ишпана комитата Торонталь. 10 декабря 1455 года Михай Силадьи и его брат Ласло Младший подверглись внезапному нападению контингентов сербского деспота Георгия Бранковича. Брат погиб на месте, а Михай быстро соскочил с телеги, сел на лошадь и избежал смерти. В 1456 году он был капитаном Белградской крепости во время осады города турецкой армией в 1456 году.
20 января 1458 года в Буде новым королем Венгрии был избран Матьяш Хуньяди, племянник Михая Силадьи. Это был первый раз в истории средневекового Венгерского королевства, когда дворянин, не имевший династического происхождения и родственных связей с династией, был избран на вакантный королевский престол. Михай Силадьи с 15-тысячным войском прибыл на сословное собрание в Ракошмезе и принудил баронов утвердить Матьяша Хуньяди в качестве короля. Сам Михай Силадьи был назначен регентом Венгерского королевства на пять лет при своём племяннике.
Из-за неопытности и молодости нового короля в Венгрии началась борьба за влияние на него между баронами под руководством его дяди Михая Силадьи и архиепископом эстергомским Яношем Витезом, воспитателем Матьяша. Янош Витез, заручившись поддержкой короля Чехии Йиржи из Подебрад, одержал победу над своим соперником. В августе 1459 года Михай Силадьи был отстранён от должности регента королевства. Михай Силадьи и Ласло Гараи организовали неудачный заговор против короля Матьяша Хуньяди. В октябре 1458 года, по приказу короля, Силадьи был заключён в тюрьму в крепости Вилагош. Матьяш Хуньяди даже отдал приказ о казни Михая Силадьи, но из-за вмешательства папы римского Пия II помиловал своего дядю.
В августе 1459 года Михай Силадьи был освобожден своими сторонниками из тюремного заключения. В сентябре того же года Матьяш Хуньяди примирился со своим дядей Михаем Силадьи, назначив его герцогом Трансильвании и командующим венгерскими войсками на южной границе королевства. В новом звании Михай Силадьи укрепил крепости к югу от Дуная и одержал победу на турками-османами.
В 1460 году в новом бою у Сокола Михай Силадьи потерпел поражение от турецкого войска под командованием Али-бея, был взят в плен и доставлен в Стамбул. В том же году Михай Силадьи, отказавшийся выдать противнику слабые места в обороне Белграда, был казнён по приказу османского султана Мехмеда II Завоевателя.
Михай Силадьи был женат на Маргит Батори (ок. 1420 — 1498), дочери венгерского магната и королевского судьи Иштвана Батори (ум. 1444).
Дочь Михая, Илона Силадьи, была второй женой Влада III Дракулы.